# Qatar

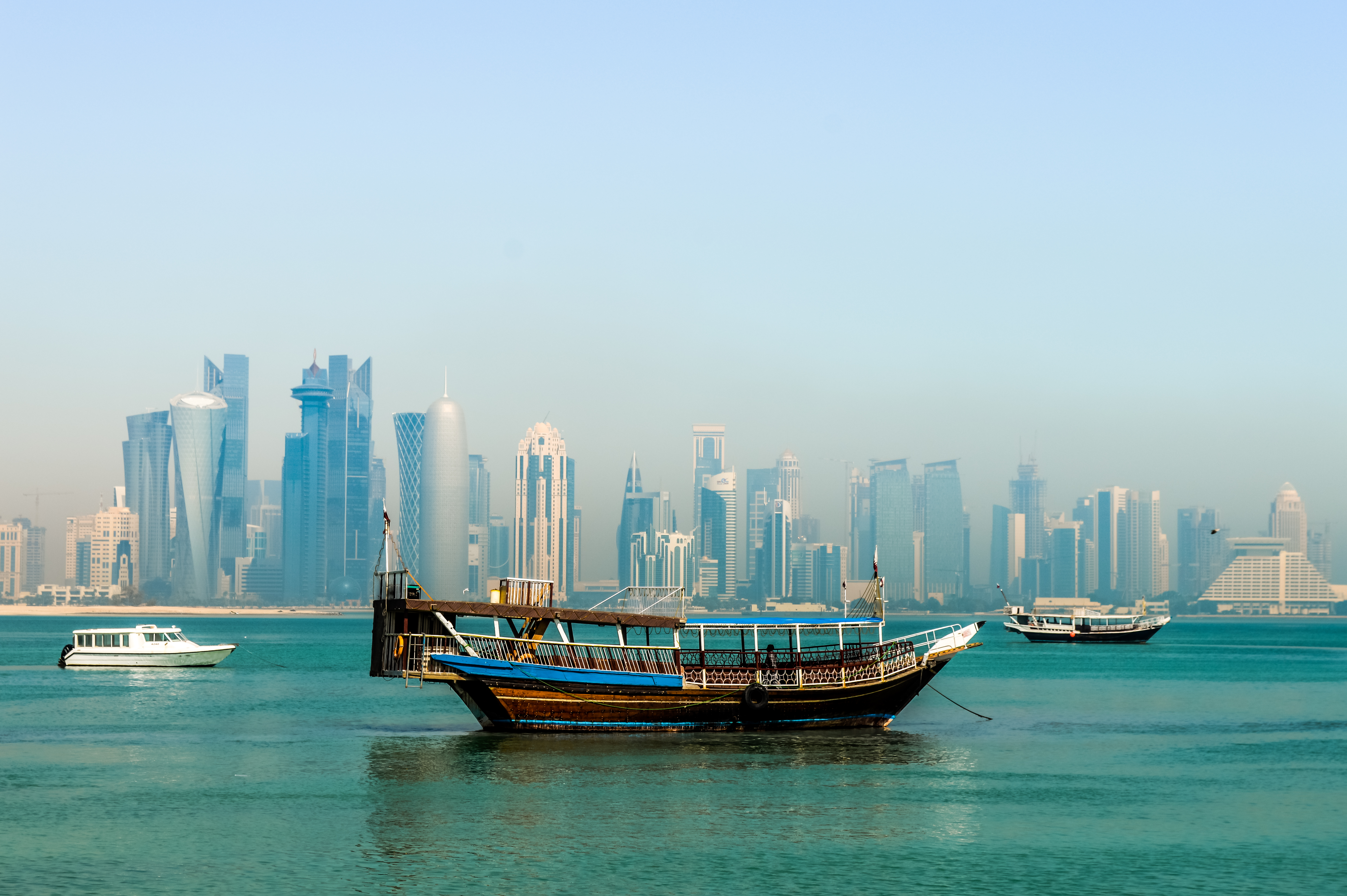
De skyline van de hoofdstad Doha

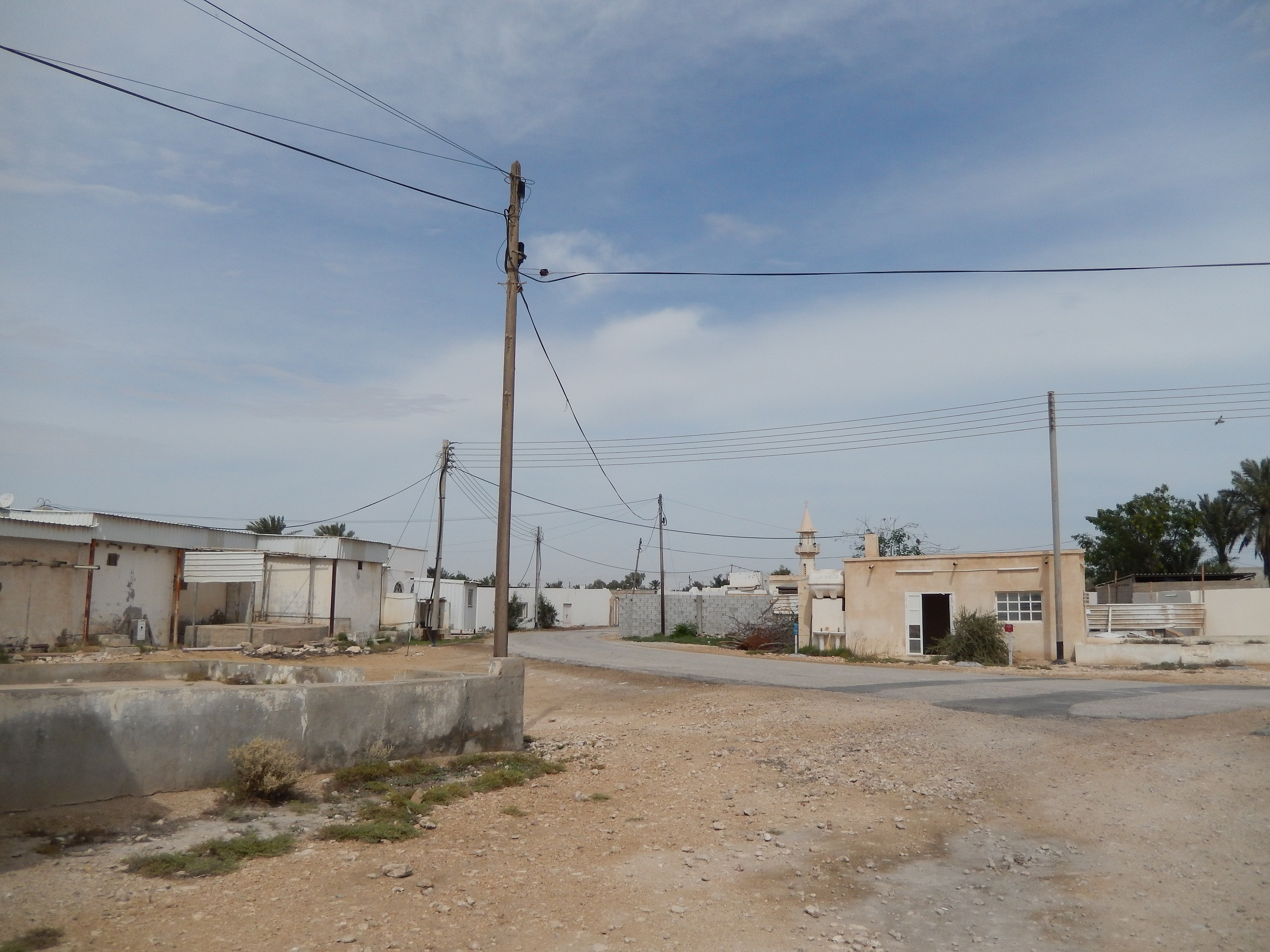
Het binnenland doet soms wat armoedig aan zoals in het dorp Al Utouriya.

Qatar, in het Nederlands uitgesproken als kat-tar ([kɑ'tar]ⓘ), officieel de Staat Qatar (Arabisch: دولة قطر, Daulat Qatar), is een Arabisch emiraat in het Midden-Oosten, aan de Perzische Golf. Het is een schiereiland dat grenst aan Saoedi-Arabië en ten oosten ligt van Bahrein. Qatar is een absolute monarchie. Staatshoofd is emir Tamim bin Hamad al-Thani. Het land is lid van de Arabische Liga.

## Geografie
Qatar ligt halverwege de westkust van de Perzische Golf tussen 24°27' en 26°10' NB en 50°45' en 51°40' OL. Voor de kust ligt nog een aantal eilanden die tot Qatar behoren. Het land is zo’n 11.600 km² groot, dat is iets meer dan een kwart van Nederland of België.
Qatar is een kaal woestijngebied met in de kalkgebieden karstverschijnselen. Langs de kusten komen artesische bronnen voor. In het zuiden, bij de afscheiding van het Arabisch Schiereiland, liggen de zoutmoerassen (sabchahs) van al Amra. Het land is vrij vlak, met in het westen enkele heuvelruggen, waar zich ook het hoogste punt bevindt: de Qurayn Abu al Bawl, met 103 meter.
Het woestijnklimaat resulteert in buitengewoon warme zomers en warme winters. In de zomer komt de temperatuur niet onder de 25 °C en kan oplopen tot 46 °C. De hoeveelheid neerslag is, met gemiddeld 75 millimeter op jaarbasis, beperkt. De meeste regen valt van december tot en met maart. De vochtigheidsgraad is laag. Flora en fauna zijn zeer schaars.

## Geschiedenis
In ieder geval wonen er al mensen in Qatar sinds de 6e eeuw v.Chr.
Archeologische vondsten duiden er zelfs op dat het land al duizenden jaren daarvoor bewoond was. Zoals elders op het Arabisch Schiereiland spelen bedoeïenen al lang een belangrijke rol in het land.
In de 7e eeuw n.Chr., tijdens de islamitische veroveringen, ging Qatar deel uitmaken van het Kalifaat van de Rashidun gevolgd door de Omajjaden en uiteindelijk de Abbasiden.
Aan het begin van de 16e eeuw kregen de Portugezen steeds meer invloed in Qatar en beheersten zij de scheepvaart in de Perzische Golf, waar een einde aan kwam in 1538, toen een deel van het Arabische Schiereiland onderdeel werd van het Ottomaanse Rijk. Na de Ottomaanse overheersing, die aan het begin van de Eerste Wereldoorlog eindigde, werd Qatar een protectoraat van het Verenigd Koninkrijk. Daarvan werd het in 1971 onafhankelijk. Er was enige tijd sprake van dat het land een eenheid zou gaan vormen met de emiraten die tegenwoordig de Verenigde Arabische Emiraten vormen en destijds ook onder Brits protectoraat stonden, maar omdat hier op de datum van onafhankelijkheid nog geen consensus over was, ging dit niet door.
Tussen 2017 en 2021 had het land een diplomatiek conflict met de Arabische landen Egypte, de Verenigde Arabische Emiraten, Bahrein, Jemen en Saoedi-Arabië. De landen beschuldigden Qatar ervan banden te onderhouden met terroristische groeperingen, zoals Hamas in Palestina en de Moslimbroederschap in Egypte, en de regio te destabiliseren. Volgens zeggen had de emir van Qatar zich uitgesproken over de grootmacht Iran die niet genegeerd mag worden. Het conflict escaleerde in 2018 zodanig dat Saoedi-Arabië zelfs dreigde om een kanaal te graven, waardoor Qatar een eiland zou worden. In 2021 werden de betrekkingen onder druk van de Verenigde Staten weer genormaliseerd.

## Demografie
Gedurende het begin van de 20e eeuw had het gebied slechts tienduizend inwoners. De bevolking is snel gestegen door onder meer immigratie uit andere Arabische landen. Slechts 20% is Qatari. De immigranten komen voornamelijk uit andere Arabische landen, de Filipijnen, Iran, Pakistan, het Verenigd Koninkrijk, India en Nepal. In Qatar wonen meer Indiërs (630.000) en Nepalezen (400.000) dan Qatari.
De volkstelling van 1997 telde 522.000 inwoners. In 2004 was dit gestegen naar 744.000 en eind september 2017 was dit opgelopen tot 2.634.234. Ongeveer de helft van de bevolking woont in en rond de hoofdstad Doha.

## Religie

### Islam
De islam is de staatsgodsdienst. Het merendeel van de Qatarese gelovigen hangt het wahabisme aan, een stroming binnen het soennisme. De sjiieten vormen een minderheid.

### Christendom
Tijdens de eerste eeuwen na Christus won het christendom in Qatar aan populariteit. Het land bezat tot in de 7e eeuw verschillende kerken en kloosters. Een bisschop uit Qatar was vertegenwoordigd tijdens het Eerste Concilie van Nicea. Binnen een paar eeuwen na de opkomst van de islam in het land verdween het christendom geheel. Sinds 1916 is de Anglicaanse kerk van Nicosia in het land aanwezig, die thans de oudste christelijke gemeenschap in Qatar is. Hoewel niet-islamitische gemeenschappen tot in 2003 officieel verboden waren, werd hun aanwezigheid getolereerd. In 2003 werd er echter een nieuwe grondwet goedgekeurd, die de godsdienstvrijheid, de vrije meningsuiting en het recht op vergaderen vastlegde, maar wel het verbod voor moslims behield om zich te bekeren tot een andere godsdienst. In 2005 begonnen vijf kerkgenootschappen met de bouw van een eigen kerk. De eerste was de katholieke Onze-Lieve-Vrouw van de Rozenkranskerk in Doha, ingezegend in 2008 door kardinaal Ivan Dias, prefect van de Congregatie voor de Evangelisatie van de Volkeren. In 2008 vond de eerstesteenlegging plaats voor een anglicaanse kerk in Doha. Verder zijn er plannen voor een oosters-orthodoxe, een koptische en een protestantse kerk.

## Politiek
Qatar is een absolute monarchie die sinds het begin in handen is van de Thani-familie. Sinds juni 2013 is Tamim bin Hamad al-Thani de emir. Naar aanleiding van pro-Iran-opmerkingen van de emir, hebben begin juni 2017 vijf Arabische landen alle diplomatieke banden met Qatar verbroken:  Egypte, de Verenigde Arabische Emiraten, Bahrein, Jemen en Saoedi-Arabië. Ze gaven als reden dat Qatar de regio destabiliseert, door terroristen zoals de Moslimbroederschap in Egypte, te steunen. In 2014 riepen de vier Golfstaten al eens hun ambassadeur terug uit Qatar, maar andere maatregelen bleven uit.

### Administratieve indeling

Administratieve indeling van Qatar

Qatar was verdeeld in tien gemeentes (Arabisch: baladiyah), soms vertaald als provincies.
1. Ad Dawhah (Doha) الدوحة
2. Al Ghuwariyah الغويرية
3. Al Jumaliyah الجميلية
4. Al Khawr الخور
5. Al Wakrah الوكرة
6. Ar Rayyan الريان
7. Jariyan al Batnah جريان الباطنة
8. Ash Shamal الشمال
9. Umm Salal أم صلال
10. Mesaieed مسيعيد

De huidige gemeentelijke indeling is:
1. al-Šamal
2. al-Khawr
3. Umm Salal
4. al-Dayyan
5. al-Rayyan
6. ad Dawhah (Doha)
7. al-Wakra

## Economie

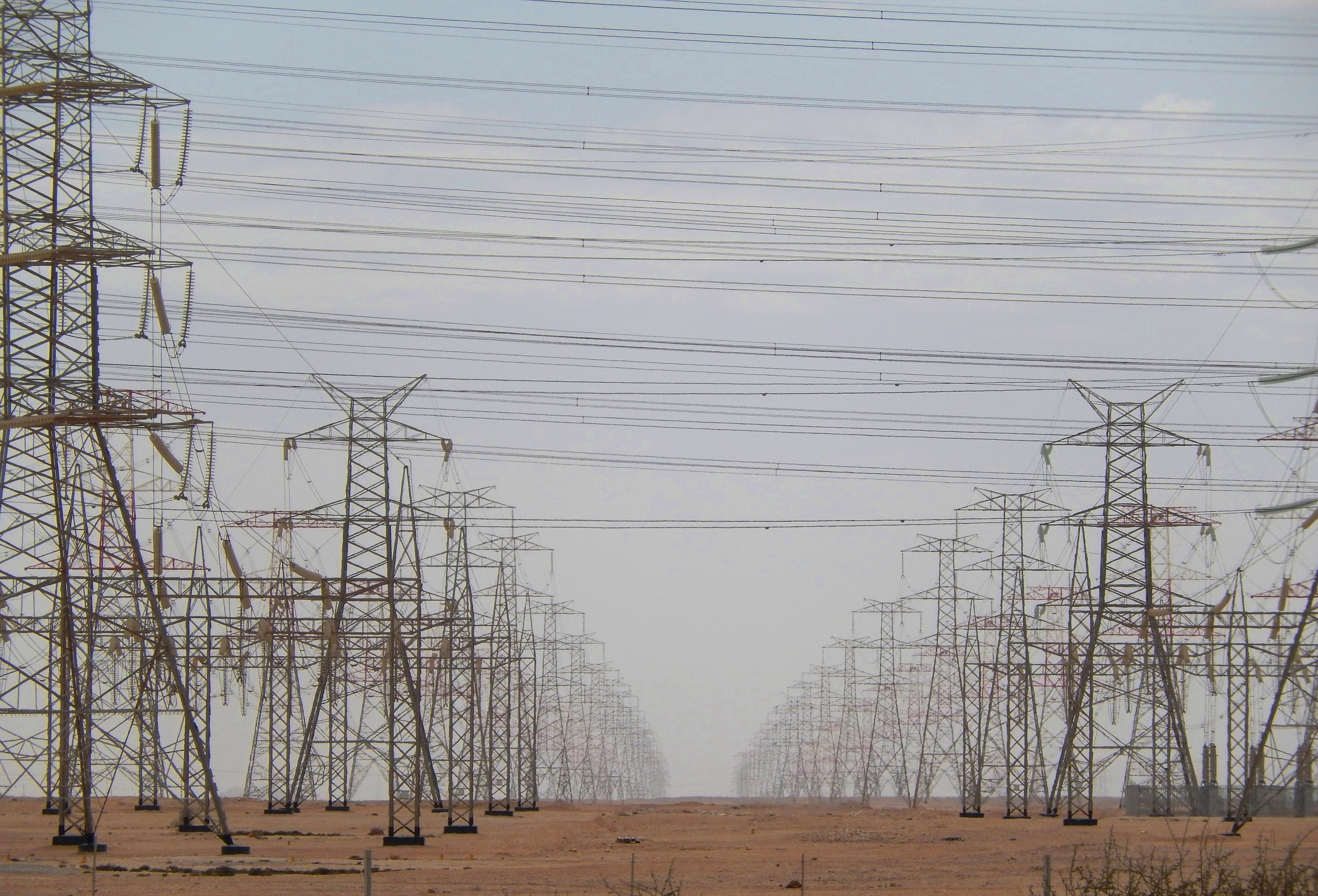
Hoogspanningsleidingen door de woestijn

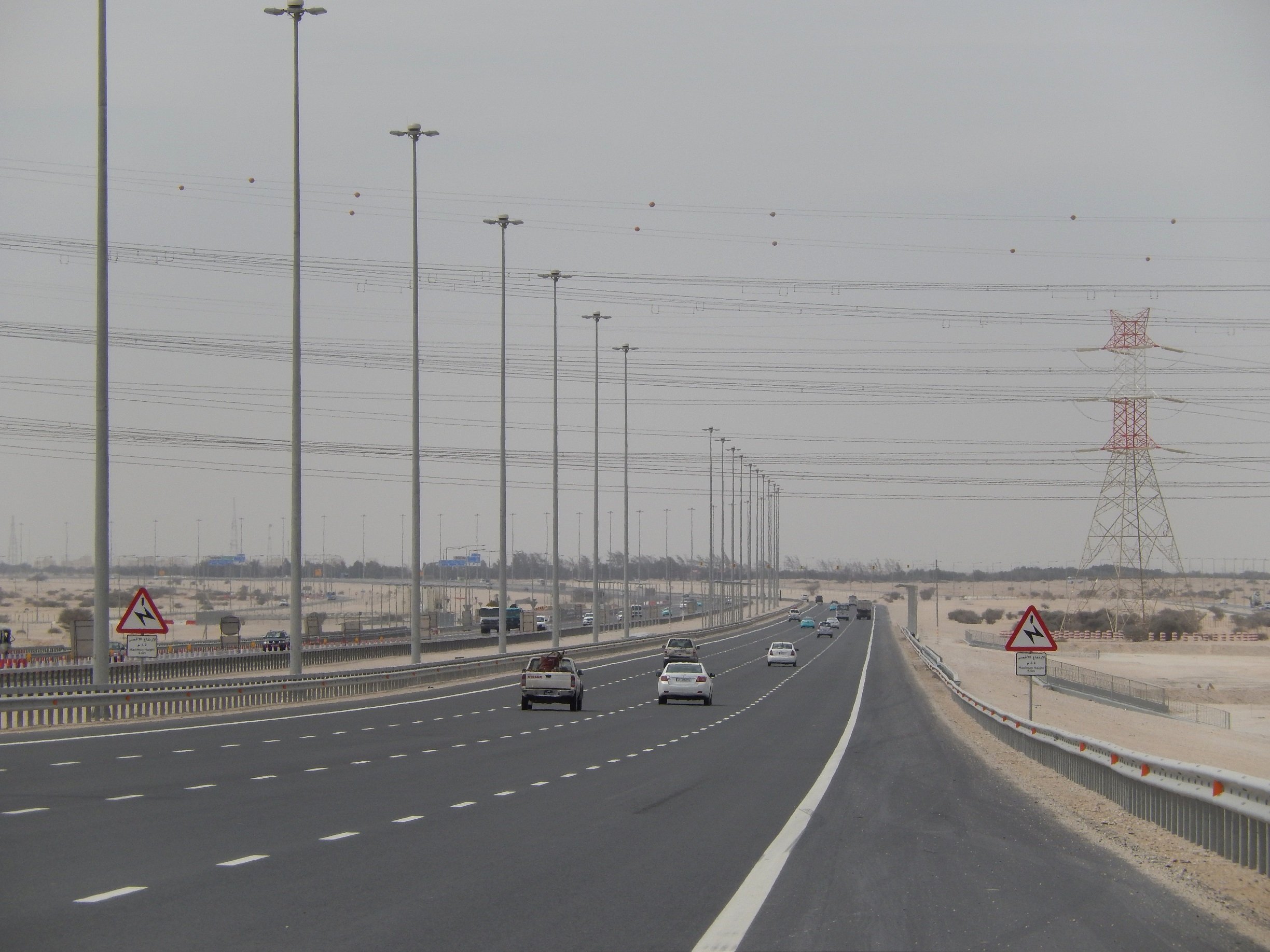
Dukhan Highway verbindt Doha met de westkust

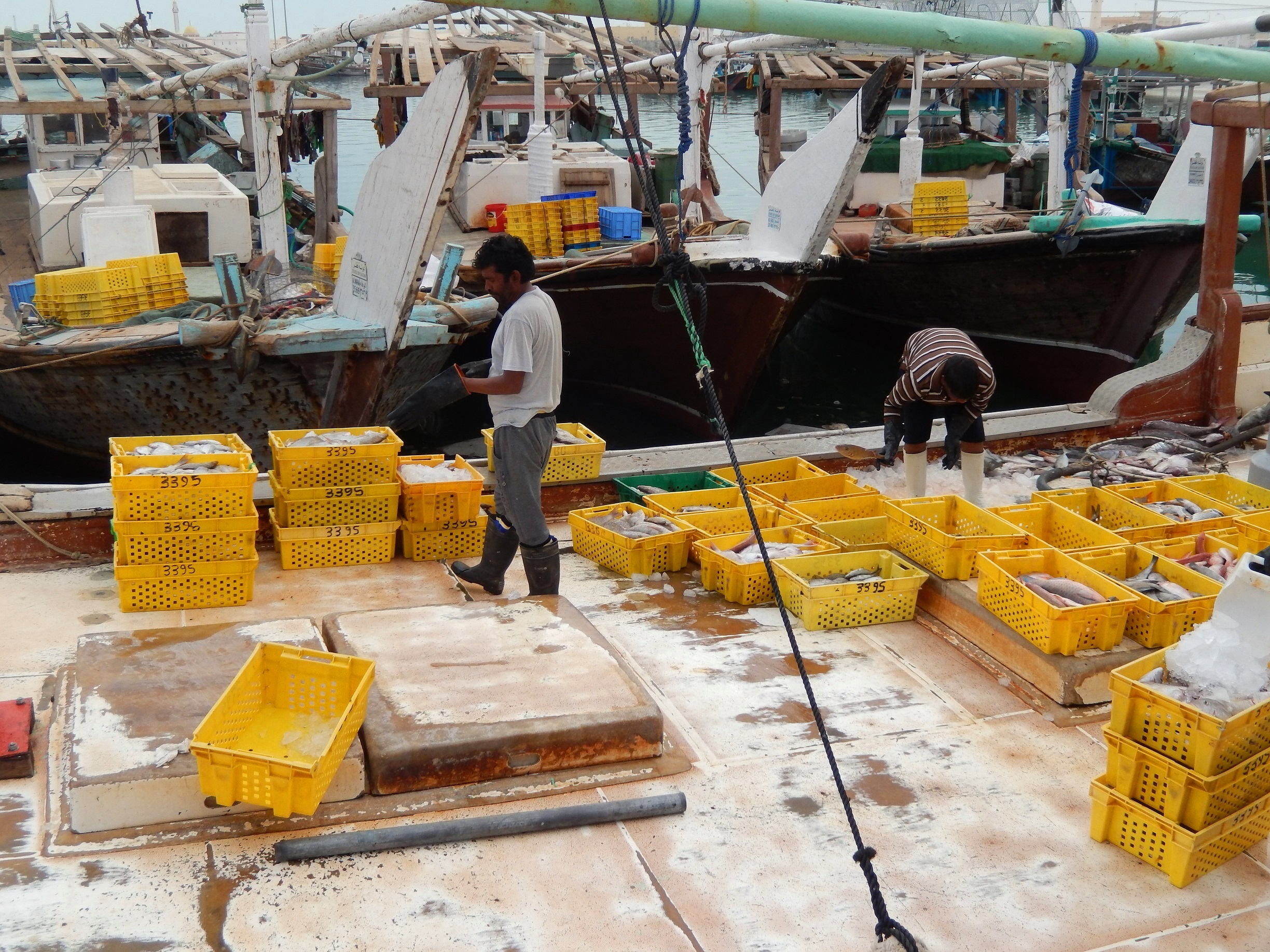
Tafereel in de haven van Al Khor (Al Khawr); visserij is een kleinschalige activiteit

De valuta van het land is de Qatarese rial (QR), die is onderverdeeld in 100 dirham. De centrale bank van het land houdt de wisselkoers met de dollar constant op 3,65 rial per dollar.
Eind 2020 was het bruto binnenlands product (bbp) van Qatar US$ 144 miljard. De hoogte van het bbp hangt nauw samen met de ontwikkeling van de olie- en gasprijzen op de wereldmarkt. De belangrijkste exportbestemmingen in 2019 waren Japan, Zuid-Korea en India. Uit de Verenigde Staten worden de meeste goederen ingevoerd.
| Jaar | BBP (× QR miljard) | BBP per hoofd (× QR) | Olieproductie (× 1000 vpd) | Gasproductie (× miljarden m³) |
| ---- | ------------------ | -------------------- | -------------------------- | ----------------------------- |
| 1980 | 28,6               | 117.020              | 476                        | 4,7                           |
| 1985 | 22,8               | 66.253               | 315                        | 5,5                           |
| 1990 | 26,8               | 56.225               | 434                        | 6,3                           |
| 1995 | 29,6               | 59.108               | 461                        | 13,5                          |
| 2000 | 64,6               | 108.888              | 851                        | 25,8                          |
| 2005 | 162,5              | 197.863              | 1148                       | 47,4                          |
| 2010 | 435,7              | 254.058              | 1630                       | 123,1                         |
| 2015 | 588,7              | 241.503              | 1805                       | 175,9                         |
| 2020 | 525,7              | 195.824              | 1714                       | 174,9                         |

Sinds 1949 exporteert het land aardolie, waaraan het zijn grote rijkdom dankt. Het Dukhan-olieveld in het westen van het land werd als eerste in ontwikkeling gebracht en is nog steeds in productie. In 1961 werd het land lid van de Organisatie van olie-exporterende landen (OPEC), maar heeft besloten op 1 januari 2019 uit de OPEC te treden. Het land had in 2020 oliereserves van 25,2 miljard vaten, voldoende om het huidige productieniveau van 1,8 miljoen vaten per dag nog 38 jaar vol te houden. Verder beschikt Qatar over een zeer grote aardgasreserve van 24.700 miljard m³, zo'n 13% van de wereldwijde gasreserves. Na Rusland en Iran heeft Qatar de grootste gasreserves. De productie is sinds het begin van de 21e eeuw sterk gestegen van circa 25 miljard m³ per jaar in 2000 tot 175 miljard m³ in 2020. De export van aardgas, vooral in de vorm van lng, door bedrijven als Qatargas en RasGas, is hierdoor recent sterk toegenomen. In 2009 was de exportwaarde van olie en aardgas nog ongeveer gelijk, maar in 2011 lag de opbrengst van het gas al zo’n 60% boven die van olie.
In 2014 produceerde het land 220 miljoen ton olie-equivalent (Mtoe), waarvan 35% olie en 65% gas. Dat was veel meer dan nodig voor de energievoorziening; het TPES (total primary energy supply) was 44 Mtoe. Het land exporteerde 174 Mtoe fossiele brandstof. Van de energie ging ongeveer 27 Mtoe verloren bij conversie in de energie industrie. 5 Mtoe werd gebruikt voor niet-energetische producten zoals smeermiddelen, asfalt en petrochemicaliën. Voor eindgebruikers resteerde 13,5 Mtoe, waarvan 2,9 Mtoe aan elektriciteit. De totale uitstoot van koolstofdioxide was 78 megaton, dat is 36 ton per persoon. Het wereldgemiddelde is 4,5 ton per persoon.
De olie- en gaswinning brachten een sterke immigratie op gang en bepalen het beeld van de huidige samenleving van Qatar. Het grootste deel van de beroepsbevolking is werkzaam in de bouwsector en voor de vrouwen is de dienstverlening een belangrijke werkgever.
De overheidsinkomsten zijn ook nauw verbonden met de energieactiviteiten en de ontwikkeling van de olieprijs. Dankzij de grote inkomsten uit energie heeft de overheid een overschot op de begroting. In 2011 was het begrotingsoverschot QR 56 miljard, dat is gelijk aan 9% van het bruto nationaal product. Het sovereign wealth fund van het land, Qatar Investment Authority, staat in de top 10 van grootste fondsen wereldwijd gemeten naar beheerd vermogen.

## Transport
De internationale luchthaven van Doha is de enige civiele luchthaven van het land en ligt bij de hoofdstad Doha. De luchthaven is de hub van de nationale luchtvaartmaatschappij Qatar Airways en wordt veel gebruikt door transitpassagiers die van Europa naar Azië reizen.
Er zijn vergevorderde plannen voor de introductie van een nationaal en internationaal spoorwegnetwerk. Voor Qatar werkt men aan een binnenlands netwerk met een totale lengte van ruim 500 kilometer. Voor het internationale project werkt het land samen met de Samenwerkingsraad van de Arabische Golfstaten aan de Golfspoorweg.
De haven van Mesaieed ligt ongeveer 50 kilometer ten zuiden van de hoofdstad. Sinds 1949 is dit een belangrijke haven voor de export van olie en het was de enige diepzeehaven van Qatar tot de jaren zeventig. In het noordoosten van Qatar ligt Ras Laffan, een modern en groot industrieel complex om aardgas te verwerken tot lng en lichte olieproducten. De producten worden verscheept via de haven van Ras Laffan, de grootste lng-exporthaven ter wereld.
Qatar heeft een uitgebreid autosnelwegnet.

## Militaire bases

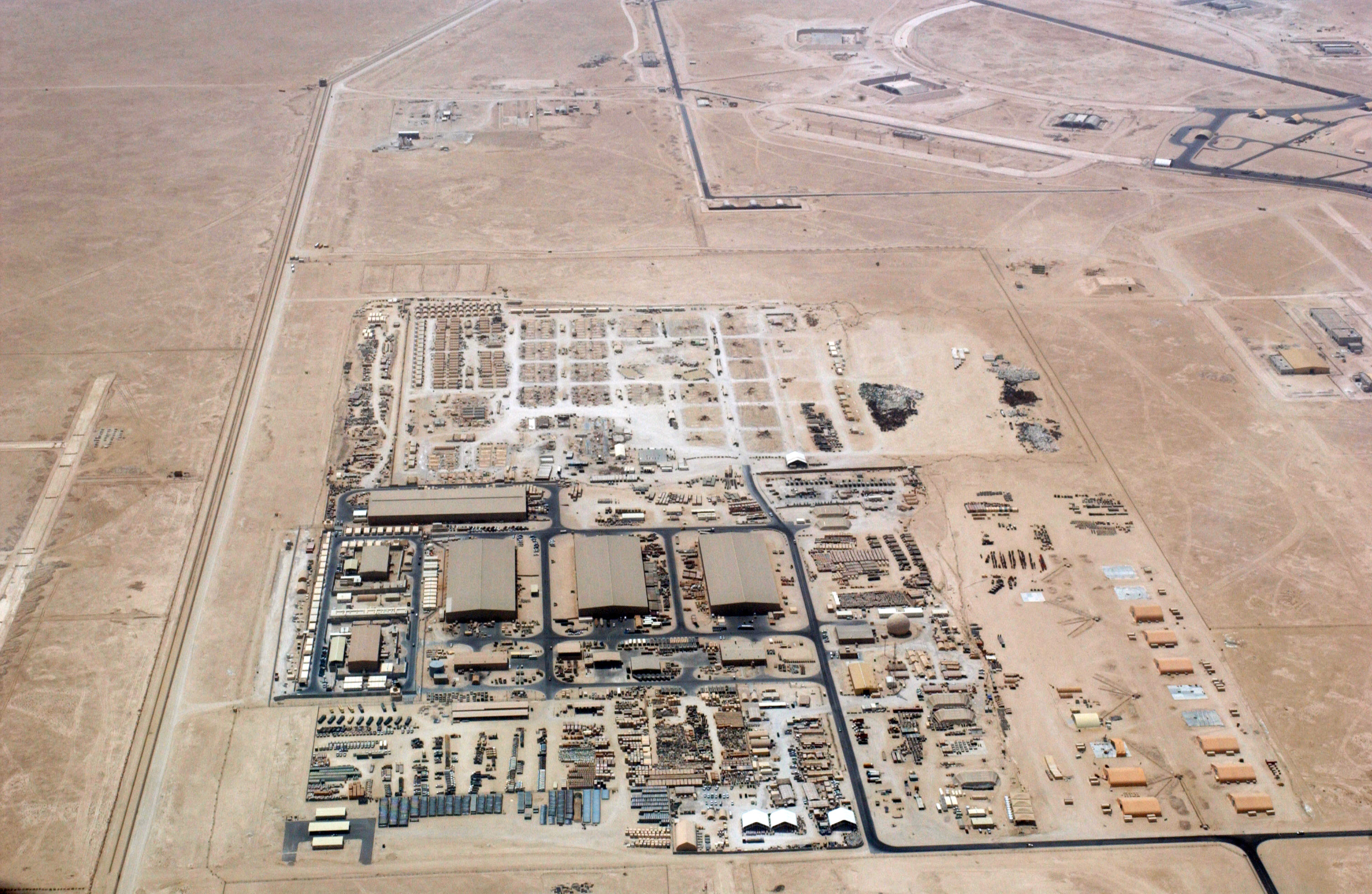
Al Udeid Air Base in 2004.

Qatar huisvest ook verschillende militaire bases: de belangrijkste is Al Udeid Air Base (Arabisch: قاعدة العديد الجوية), ten zuidwesten van Doha, ook bekend als Abu Nakhlah Airport (مطار أبو نخلة). De basis biedt onderdak aan de Qatar Emiri luchtmacht, de United States Air Force, de Royal Air Force en andere buitenlandse strijdkrachten. Het is tevens een hoofdkwartier van United States Central Command (USCENTCOM) en van enkele onderafdelingen van de US Air Force. Het is de grootste Amerikaanse militaire basis in het Midden-Oosten.

## Sport

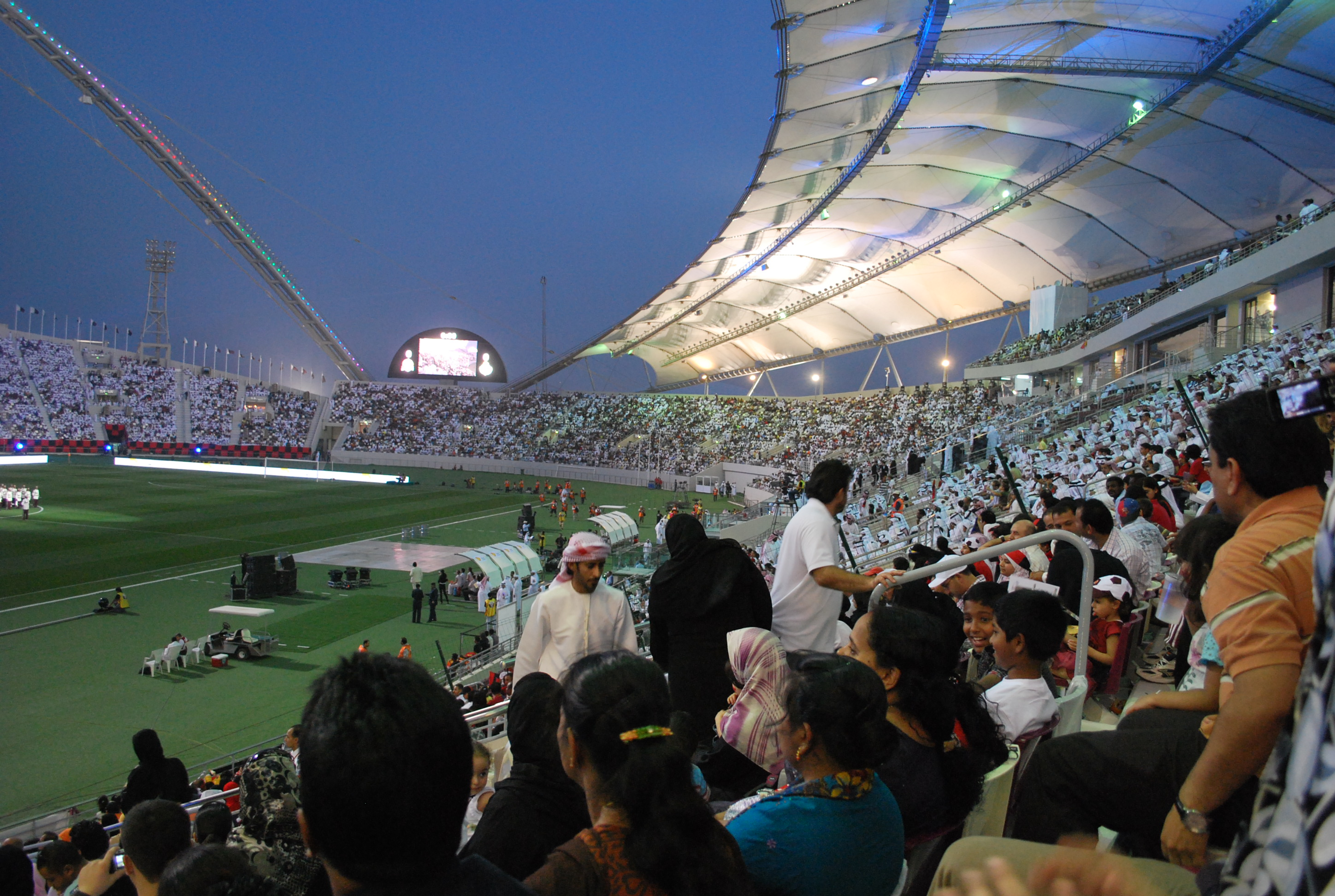
Khalifa International Stadion

Op 2 december 2010 maakte Sepp Blatter, voorzitter van de FIFA, in Zürich bekend dat Qatar het WK voetbal van 2022 mag organiseren. Hiermee is Qatar zowel het eerste Arabische als Midden-Oosterse land dat een wereldsportevenement organiseert. Op 1 juni 2014 werd bericht dat corruptie binnen de FIFA een rol heeft gespeeld bij de toewijzing. Maar ook zonder het corruptieschandaal was de toewijzing al controversieel vanwege de slechte werkomstandigheden voor de gastarbeiders die de stadions moeten bouwen; er zou sprake zijn van 'moderne slavernij'. De mensenrechtenorganisatie Amnesty International wijdde een rapport aan de misstanden. Begin 2021 bleek uit onderzoek van de Britse krant The Guardian dat er in tien jaar tijd meer dan 6500 arbeidsmigranten bij de bouw van de stadions en andere WK-faciliteiten waren gestorven. Amnesty International publiceerde in augustus 2021 het rapport In the prime of their lives, waarin de mistoestanden van de gastarbeiders werden toegelicht. In november 2021 rapporteerde de Internationale Arbeidsorganisatie cijfers over 2020: 50 doden, ruim 500 ernstige en 37.600 licht gewonden.
Het WK handbal voor heren in 2015 werd ook toegewezen aan Qatar. Dat werd op woensdag 26 januari 2011 door de internationale handbalfederatie IHF bekendgemaakt in het Zweedse Malmö, tijdens het daar gespeelde WK handbal. De Golfstaat kreeg de voorkeur boven Frankrijk, Noorwegen en Polen. De internationale wielerfederatie UCI organiseerde in 2016 in Qatar de wereldkampioenschappen wielrennen. Sinds 2013 wordt er ook de eerste Grand Prix van het Wereldkampioenschap motorcross gehouden.
In 2018 werd ook het WK turnen in de hoofdstad Doha gehouden.
In november 2021 werd er voor het eerst een Formule 1 Grand Prix gereden in Qatar op het Losail International Circuit. Deze race gold ter vervanging van afgelaste races vanwege de coronapandemie. Vanaf 2023 gaat de Grand Prix van Qatar elk jaar verreden worden voor minimaal 10 jaar. In 2022 wordt in verband met het WK voetbal de race nog niet gereden.

## Strand
Op publieke stranden moeten zowel mannen als vrouwen hun lichaam van de schouders tot de knieën bedekken.